# Бернхард IV (Анхалт-Бернбург)
Бернхард IV фон Анхалт-Бернбург (на немски: Bernhard IV von Anhalt-Bernburg; † сл. 28 юни 1354) от фамилията Аскани e княз на Анхалт-Бернбург от 1348 до 1354 г.
Той е първият син на княз Бернхард III от Анхалт-Бернбург († 20 август 1348) и първата му съпруга Агнес фон Саксония-Витенберг († 4 януари 1338), дъщеря на курфюрст Рудолф I от Саксония-Витенберг. По-малкият му брат е Хайнрих IV († 7 юли 1374), княз на Анхалт-Бернбург. Той е по-голям полубрат на Ото III († 27 февруари 1404).
След смъртта на баща му през 1348 г. той управлява заедно с брат си Хайнрих IV.
Бернхард се сгодява преди смъртта си за Беатрикс фон Майсен (* 1 септември 1339, † 25 юли 1399), дъщеря на Фридрих II, маркграф на Майсен от род Ветини и Мехтхилд/Матилда (* 1309/1313, † 2 юли 1346), дъщеря на император Лудвиг Баварски и Беартикс фон Швейдниц.
Бернхард умира през 1354 г. бездетен и е последван от брат му Хайнрих IV. Беатрикс става монахиня в Зойслитц близо до Вайсенфелс.